# Emiliano Martínez
Damián Emiliano „Dibu” Martínez Romero (ur. 2 września 1992 w Mar del Plata) – argentyński piłkarz, występujący na pozycji bramkarza w angielskim klubie Aston Villa oraz w reprezentacji Argentyny. Dwukrotny zwycięzca Yashin Trophy w 2023 oraz 2024 roku.
Złoty medalista Mistrzostwa Świata 2022, dwukrotny zwycięzca Copa América 2021, 2024 oraz srebrny medalista Mistrzostw Ameryki Południowej U-17 2009, a także zdobywca Superpucharu CONMEBOL–UEFA w 2022. 

## Kariera klubowa
Pod koniec sezonu 2011/2012 Martínez został wypożyczony przez grające w League Two Oxford United. 5 maja 2012 zadebiutował w barwach tego zespołu w przegranym 0:3 spotkaniu ostatniej kolejki rozgrywek przeciwko Port Vale. W październiku 2013 wysłany został na miesięczne wypożyczenie do Sheffield Wednesday.
16 września 2020 przeniósł się do Aston Villi za kwotę 20 milionów euro. Z klubem podpisał czteroletni kontrakt. Zadebiutował 21 września w wygranym 1:0 meczu z Sheffielf United, w którym obronił rzut karny wykonywany przez Johna Lundstrama.

## Kariera reprezentacyjna
W czerwcu 2011 dostał pierwsze powołanie do seniorskiej reprezentacji Argentyny, w miejsce kontuzjowanego Óscara Ustariego. Jednak w argentyńskiej drużynie narodowej zadebiutował 10 lat później, 3 czerwca 2021 w zremisowanym 1:1 meczu z Chile.

## Sukcesy

### Arsenal
- Puchar Anglii: 2019/2020
- Tarcza Wspólnoty: 2014, 2015, 2020

### Reprezentacyjne
Mistrzostwa świata
- Mistrzostwo: 2022

Copa América
- Mistrzostwo: 2021, 2024

Superpuchar CONMEBOL–UEFA
- Mistrzostwo: 2022

### Wyróżnienia
- Yashin Trophy: 2023[9]
- Bramkarz Roku FIFA: 2022[10]
- Piłkarz sezonu w Aston Villi: 2020/2021[11]
- Najlepszy bramkarz Copa América: 2021[12], 2024
- Najlepszy bramkarz Mistrzostw Świata: 2022[13]
- Drużyna turnieju Copa América: 2021[14]